# Philippe Goldner
Pour les articles homonymes, voir Goldner.
Philippe Goldner, né en 1966, est un chercheur français dans le domaine de la chimie. Il est directeur de recherche au CNRS, et travaille à l'Institut de Recherche de Chimie Paris (Chimie ParisTech / Université PSL, CNRS) où il étudie les propriétés de cohérence des terres rares dans des matrices cristallines et leurs applications aux technologies quantiques, et plus généralement sur différentes formes de cristaux pour les technologies quantiques : nanoparticules, films minces et monocristaux massifs. En 2022, il a reçu la médaille d'argent du CNRS.

## Biographie
Diplômé ingénieur de l'École Centrale Paris en 1990, Philippe Goldner effectue une thèse en science des matériaux, intitulée “Processus de paires dans une perovskite hexagonale : luminescence anti-stokes dans les systèmes erbium-erbium et erbium-ytterbium”, à l'Université Pierre et Marie Curie, sous la direction de Fabienne Pellé, de 1990 à 1993.
À l'issue de sa thèse, il obtient un poste de chargé de recherche CNRS au Laboratoire de Physico-Chimie des Matériaux, sur le campus de Meudon-Bellevue. De 1995 à 1999, il travaille au Centre national d’études des télécommunications dans le groupe de François Auzel. En 2002 il rejoint Chimie ParisTech, et en 2006, il est nommé directeur de recherche au CNRS.
Ses travaux ont été financés dans le cadre de plusieurs grands projets européens :  il est coordinateur d'un projet H2020 FET Open “NanOQTech: Rare earth doped nanoscale systems for optical quantum technologies”, regroupant 9 partenaires européens, et il a été lauréat de l'appel ERC Advanced Grant en 2021, pour son projet “Rare Earth – Diamond Hybrid Materials for Photonics”.

## Production scientifique
- K. S. Kumar, D. Serrano, A. M. Nonat, B. Heinrich, L. Karmazin, L. J. Charbonnière, P. Goldner, and M. Ruben, Optical Spin-State Polarization in a Binuclear Europium Complex towards Molecule-Based Coherent Light-Spin Interfaces, Nature Communications 12, 2152 (2021).
- B. Casabone, C. Deshmukh, S. Liu, D. Serrano, A. Ferrier, T. Hümmer, P. Goldner, D. Hunger, and H. de Riedmatten, Dynamic Control of Purcell Enhanced Emission of Erbium Ions in Nanoparticles, Nature Communications 12, 3570 (2021).
- A. Fossati, S. Liu, J. Karlsson, A. Ikesue, A. Tallaire, A. Ferrier, D. Serrano, and P. Goldner, A Frequency-Multiplexed Coherent Electro-Optic Memory in Rare Earth Doped Nanoparticles, Nano Letters 20, 7087 (2020).
- T. Zhong and P. Goldner, "Emerging rare-earth doped material platforms for quantum nanophotonics", Nanophotonics 8, 2003–2015 (2019).
- A. Ortu, A. Tiranov, S. Welinski, F. Fröwis, N. Gisin, A. Ferrier, P. Goldner, and M. Afzelius, “Simultaneous coherence enhancement of optical and microwave transitions in solid-state electronic spins”, Nature Materials 17, 1–6 (2018).
- D. Serrano, J. Karlsson, A. Fossati, A. Ferrier, and P. Goldner, “All-optical control of long-lived nuclear spins in rare-earth doped nanoparticles”, Nature Communications 9, 2127 (2018).
- J. G. Bartholomew, K. de Oliveira Lima, A. Ferrier, and P. Goldner, “Optical Line Width Broadening Mechanisms at the 10 kHz Level in Eu3+:Y2O3 Nanoparticles”, Nano Letters, vol. 17, 778–787 (2017).
- C. Laplane, E. Zambrini Cruzeiro, F. Fröwis, Ph. Goldner, and M. Afzelius, “High precision measurement of the Dzyaloshinsky-Moriya interaction between two rare-earth ions in a solid”, Phys. Rev. Lett. 117, 037203 (2016).
- G. Wolfowicz, H. Maier-Flaig, R. Marino, A. Ferrier, H. Vezin, J. J. L. Morton, and P. Goldner, "Coherent Storage of Microwave Excitations in Rare-Earth Nuclear Spins”, Phys. Rev. Lett. 114, 170503 (2015).
- K. J. Tielrooij, L. Orona, A. Ferrier, M. Badioli, G. Navickaite, S. Coop, S. Nanot, B. Kalinic, T. Cesca, L. Gaudreau, Q. Ma, A. Centeno, A. Pesquera, A. Zurutuza, H. de Riedmatten, P. Goldner, F. J. G. de Abajo, P. Jarillo-Herrero, and F. H. L. Koppens, "Electrical control of optical emitter relaxation pathways enabled by graphene", Nature Physics 11, 281–287 (2015).
- P. Goldner, A. Ferrier, and O. Guillot-Noël, “Rare Earth Doped Crystals for Quantum Information Processing”, in Handbook on the Physics and Chemistry of Rare Earths Volume 46, J.-C. G. Bünzli and V. K. Pecharsky, Eds. (Elsevier B.V., Amsterdam, 2015).
- F. Bussières, C. Clausen, A. Tiranov, B. Korzh, V. B. Verma, S. W. Nam, F. Marsili, A. Ferrier, P. Goldner, et al., “Quantum teleportation from a telecom-wavelength photon to a solid-state quantum memory”, Nature Photonics 8, 775–778 (2014)